# Jean-Pierre Feydeau
Pour les articles homonymes, voir Feydeau (homonymie).
Jean Pierre Paul Léo Feydeau dit Jean-Pierre Feydeau, né le 30 novembre 1903 dans le 16e arrondissement de Paris et mort le 27 septembre 1970 à Fontenay-aux-Roses, est un réalisateur et scénariste français. 
Il est le fils du dramaturge Georges Feydeau et l'oncle des acteurs Alain Feydeau, Alain Terrane et Jacques Terrane.

## Filmographie
Assistant-réalisateur
- 1934 : Liliom de Fritz Lang
- 1936 : Le Grand Refrain d'Yves Mirande

Réalisateur
- 1935 : Léonie est en avance
- 1942 : L'Amant de Bornéo coréalisé avec René Le Hénaff

Scénariste
- 1934 : Le Coup de parapluie de Victor de Fast
- 1934 : 2222 CF 2 de Victor de Fast
- 1935 : Les Yeux noirs de Viktor Tourjansky
- 1936 : Puits en flammes de Viktor Tourjansky
- 1936 : Monsieur est saisi de René Sti
- 1936 : La Peur de Viktor Tourjansky d'après le roman de Stefan Zweig
- 1938 : Mon curé chez les riches de  Jean Boyer
- 1939 : Circonstances atténuantes de Jean Boyer
- 1942 : La Symphonie fantastique de Christian-Jaque
- 1946 : Destins de Richard Pottier
- 1946 : Cœur de coq de Maurice Cloche
- 1948 : Route sans issue de Jean Stelli
- 1951 : Andalousie de Robert Vernay
- 1951 : El sueño de Andalucia de Luis Lucia
- 1952 : Une fille sur la route de Jean Stelli
- 1952 : Mon curé chez les riches de Henri Diamant-Berger
- 1953 : La Belle de Cadix de Raymond Bernard et Eusebio Fernández Ardavín
- 1957 : Fernand clochard de Pierre Chevalier
- 1960 : Bouche cousue de Jean Boyer